# Axial Targeted Combustion Process
ATCP staat voor: Axial Targeted Combustion Process.
Dit is de vorm van een verbrandingskamer, toegepast door Paul Hallam op de Hunwick-Hallam-motorfiets prototypen, die in 1997 werden gepresenteerd. Hij had het concept al eerder op door hem getunede superbikes toegepast. ATC zorgt voor extra koppel in het midden- en hogere toerengebied.